# Maria Brountseva
Maria Viatcheslavovna Brountseva (en russe : Мария Вячеславовна Брунцева) (née Maslakova le 12 juin 1980 à Irkoutsk) est une ancienne joueuse de volley-ball russe. Elle mesure 1,88 m et jouait au poste de centrale. Elle a totalisé 13 sélections en équipe de Russie.

## Clubs
| Club            | De        | À         |
| --------------- | --------- | --------- |
| Indesit Lipetsk | 1996-1997 | 2009-2010 |
| Proton Balakovo | 2010-2011 | 2010-2011 |
| VK Tioumen      | 2011-2012 | 2013-2014 |
| Proton Balakovo | 2014-2015 | 2014-2015 |
| VK Voronej      | jan 2015  | avr 2015  |

## Palmarès

### Équipe nationale
- Championnat du monde
  - Vainqueur : 2006.
- Grand Prix mondial
  - Finaliste : 2006.

### Clubs
- Coupe de Russie
  - Finaliste : 2001.